# Carex yuexiensis
Carex yuexiensis är en halvgräsart som beskrevs av S.W.Su och S.M.Xu. Carex yuexiensis ingår i släktet starrar, och familjen halvgräs. Inga underarter finns listade i Catalogue of Life.